# غريغ لوغانيس
غريغ لوغانيس (Greg Louganis) هو لاعب أولمبي لرياضة غطس من الولايات المتحدة. شارك في الأولمبياد الصيفي في 1976–1988، وفاز بما مجموعه 5 ميداليات.

## الميداليات
| ذهب | فضة | برونز | المجموع |
| 4   | 1   | 0     | 5       |

## روابط خارجية
- غريغ لوغانيس على موقع IMDb (الإنجليزية)
- غريغ لوغانيس على موقع الموسوعة البريطانية (الإنجليزية)
- غريغ لوغانيس على موقع تيرنر كلاسيك موفيز (الإنجليزية)
- غريغ لوغانيس على موقع إن إن دي بي (الإنجليزية)
- غريغ لوغانيس على موقع قاعدة بيانات الفيلم (الإنجليزية)
- غريغ لوغانيس على موقع الاتحاد الدولي للسباحة (الإنجليزية)
- غريغ لوغانيس على موقع قاعة مشاهير السباحة العالمية (الإنجليزية)
- غريغ لوغانيس على موقع اللجنة الأولمبية الدولية (الإنجليزية)
- غريغ لوغانيس على موقع أوليمبيديا (الإنجليزية)
- غريغ لوغانيس على موقع قاعة فلوريدا للمشاهير الرياضية (الإنجليزية)
- غريغ لوغانيس على موقع قاعة كاليفورنيا للمشاهير الرياضية (الإنجليزية)